# Pulso (música)
El pulso en música es una unidad básica que se emplea para medir el tiempo. Se trata de una sucesión constante de pulsaciones que se repiten dividiendo el tiempo en partes iguales. Cada una de las pulsaciones así como la sucesión de las mismas reciben el nombre de pulso. Este elemento por lo general es regular aunque también hay obras con pulso irregular. Asimismo puede acelerarse o retardarse, es decir, puede variar a lo largo de una pieza musical en función de los cambios de tiempo de la misma. La percepción del pulso es una de las habilidades auditivas básicas en música, previa a la percepción de la métrica. Se suele mostrar mediante respuestas físicas al pulso como marcarlo con el pie o dando palmas.
El pulso puede hacer referencia a una diversidad de conceptos relacionados, entre los que se incluyen: ritmo, tempo, métrica, compás y groove.

## Teoría

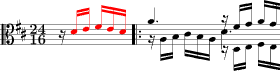
Anacrusa.

El pulso es cualquiera de las señales transitorias musicales periódicas que marcan el ritmo, es decir, el latido de la música y la utilizamos para comparar la duración de las notas y los silencios.
El pulso es la unidad temporal básica (aun así sub-divisible) de una obra musical. Cuando un oyente da golpes con el pie al escuchar una obra musical, esos golpes son pulsos.
El pulso es el orden repetitivo más ordenado donde se reconocen unidades rítmicas en una obra musical. Se le llama así porque es como una pulsación que recorre la obra.
A veces el pulso no se percibe desde la tímbrica, ya que el pulso podría coincidir con silencios repetitivos (por ejemplo, si en los tiempos fuertes del compás hubiera silencios, el oyente seguiría percibiendo el compás, y por lo tanto también el pulso).
En un compás también se llama pulso al tiempo (cada una de las partes de igual duración en que se divide el compás).
La igualdad repetitiva del pulso configura la estructura en la que se fundamenta la rítmica.
Al igual que los ritmos en la naturaleza, como el movimiento de los planetas, la sucesión de las estaciones o el pulso del corazón, el ritmo musical suele organizarse en patrones de recurrencia regular. Dichos patrones controlan el movimiento de la música y ayudan al oído humano a comprender su estructura. La unidad rítmica básica por excelencia es el pulso, un patrón espaciado regularmente que se parece al ritmo de un reloj. En la mayor parte de los coros de baile y en la popular, el pulso aparece de forma explícita, a menudo por medio del batir de los tambores o mediante un patrón de acompañamiento regular. En músicas más complejas, el pulso sólo está implícito; es una especie de denominador común para las longitudes de las notas, que pueden ser más largas o cortas que el pulso mismo (sin embargo, cuando un oyente lleva el ritmo con el pie, el pulso vuelve a ser explícito). Para que el pulso pueda ser oído como denominador común, las longitudes de las notas individuales generalmente serán múltiplos o subdivisiones exactas (como la mitad o el doble de la duración del pulso). El tempo de la música determina la velocidad del pulso.
Así como los pulsos regulan las duraciones de algunos tipos de realizaciones musicales cortas como una nota o un par de notas, éstas están a su vez formadas por unidades recurrentes más largas llamadas compases. Los compases se forman acentuando el primer pulso o tiempo de una serie de dos o más, de modo que se agrupen en un patrón: por ejemplo; UNO dos, UNO dos, o bien UNO dos tres, UNO dos tres. El término compás o metro puede referirse, en primer lugar, al proceso general de acentuación regular, y en segundo, al tipo de agrupación métrica particular usada en una obra determinada. En la notación musical, el compás se indica por medio de una armadura de compás. Al establecerse las armaduras de compás, se consideró la figura de la redonda como el valor de nota fundamental y por ello se expresaba la longitud del compás en relación con ella, y se le otorgó el valor 1. El número de abajo en una armadura de compás representa un valor de nota expresado como una fracción de una redonda. El número de arriba muestra cuántas unidades de dicho valor de nota hay en cada compás. Por ejemplo, uno de los compases o armaduras más comunes es el de ¹, que efectivamente significa 'cuatro cuartos': la unidad del compás es una negra (una cuarta parte de la redonda) y hay cuatro negras como éstas por compás. Los compases de §, « y ¹ representan todos ellos el mismo valor rítmico por compás: la diferencia estriba en la cantidad de pulsos y en el patrón de acentos. « representa dos tiempos por compás, con un acento (en el primer tiempo), mientras que ¹ indica cuatro tiempos por compás y dos acentos (el más fuerte en el primer tiempo y otro más débil en el tercero). Los compases como los de ½ y ¾ se llaman compases compuestos, dado que cada agrupación rítmica dentro del compás está compuesta por un subgrupo de valores rítmicos más pequeños. ½ representa a dos grupos de tres notas cada uno, y ¾ a tres grupos de tres notas, y así con todos.
La música organizada métricamente está muy estructurada y tiende a ser regular. Sin embargo, una vez establecido el compás, no necesita que haya una adherencia rígida todo el tiempo; la mente del oyente retendrá el patrón incluso cuando la música lo contradiga temporalmente. Por ejemplo, puede acentuarse un tiempo generalmente débil para producir una síncopa (un acento que opera en contra del compás establecido). En el caso contrario, un tiempo fuerte puede ocasionalmente suprimirse completamente. De hecho, en las músicas de cierta complejidad rítmica siempre existe un grado de tensión entre el compás como sistema abstracto de regulación, por una parte, y, por otra, el flujo rítmico de los valores de las notas -un flujo que a veces sirve de apoyo al compás y que no sucede en otros tiempos. Más aún: el pulso no necesita mantenerse con absoluta rigidez; puede tocarse rubato, es decir, con variaciones tan delicadas que no destruyan el valor básico.

## Anglicismos relacionados
El término pulso en inglés se dice beat y otros anglicismos relacionados con este, suelen emplearse sobre todo en jazz y música popular urbana. 
- Beat: significa pulso o golpe.
- Downbeat: se refiere al pulso que coincide en el comienzo de una barra de compás, este es el compás que lleva a menudo la música funk.
- Upbeat o anacrusa: se refiere a un pulso no acentuado que tiene lugar antes del primer pulso de la siguiente barra de compás. Puede ser el último pulso en una barra de compás que precede a una nueva barra.

En un compás de 4/4, con serie de cuatro pulsos pueden utilizarse los siguientes términos:
- On-beat: se refiere al primer pulso que proyecta un acento fuerte y al tercer pulso que proyecta un acento semifuerte.
- Off-beat: se refiere a los pulsos segundo y cuarto que proyectan un acento débil; así como a los octavos de nota que no están en on-beat.
- Backbeat, after beat o contratiempo: hace referencia a la acentuación de un pulso que va a continuación del tiempo fuerte del compás o a contratiempo.[4]